# Digonogastra mathewi
Digonogastra mathewi är en stekelart som först beskrevs av Cameron 1905.  Digonogastra mathewi ingår i släktet Digonogastra och familjen bracksteklar. Inga underarter finns listade i Catalogue of Life.